# Fritillaria persica
Espèce
Classification phylogénétique
Fritillaria persica L., ou Fritillaire de Perse, (dite aussi parfois Fritillaire du Liban) est une espèce de plante à fleur de la famille des Liliaceae. 
Dès 1573, en Occident, la sombre couleur de la Fritillaire de Perse (Fritillaria persica) avait attiré l'attention des amateurs de jardins. Parmi la centaine d'espèces de Fritillaires connues, elle est sans doute l'une des plus originales par son inflorescence en grappe à 10 à 30 fleurs en clochette recourbées vers le sol.
Vraisemblablement originaire de Perse, on la trouve de la Jordanie à l'Iran. Elle se plait dans les rocailles sèches entre 500 et 1 200 mètres d'altitude et ne dédaigne pas les bordures de chemins ou de champs. On en connaît des formes rares à fleurs verdâtres.
La fritillaire de Perse est cultivée dans les jardins ornementaux.

## Nomenclature, étymologie
La première description de l’espèce sous le nom de Fritillaria persica est l’œuvre de Carl Linné en 1753 dans Species Plantarum 304.
Le nom de genre Fritillaria vient du latin fritillum « damier, échiquier », allusion à la coloration en damier du périanthe (sépales + pétales), typique de la Fritillaria meleagris.
L’épithète spécifique persica vient du latin persicus, -a, -um « de Perse ».

## Distribution
Selon POWO, l’aire de répartition naturelle de cette espèce s’étend du sud de la Turquie à l’Iran et à Israël.
Fritillaria persica est native du sud de la Turquie, de l’Irak, l’Iran, de la Syrie, du Liban, d’Israël.
Elle pousse sur des pentes rocheuses, éboulis, prairies steppiques entre 500 et 1 800 m d’altitude.

## Synonymes
Fritillaria persica a 7 synonymes

### Synonymes homotypiques
- Fritillaria nobilis Salisb. dans Prodr. Stirp. Chap. Allerton : 236 (1796), nom. superfl.
- Theresia persica (L.) K.Koch dans Linnaea 22 : 233 (1849)
- Tozzettia persica (L.) Parl. dans Nuov. Gen. Sp. Monocot. : 13 (1854)

### Synonymes hétérotypiques
- Fritillaria arabica Gand. dans Bull. Soc. Bot. France 66 : 291 (1919 publ. 1920)
- Fritillaria eggeri Bornm. in Repert. Spec. Nov. Regni Veg. 27 : 340 (1930)
- Fritillaria libanotica (Boiss.) Baker dans J. Linn. Soc., Bot. 14 : 270 (1874)
- Theresia libanotica Boiss. dans Diagn. Pl. Orient. 13 : 20 (1854)

## Description
La fritillaire de Perse est une géophyte à bulbe, avec une tige de 50 à 100 cm de hauteur et jusqu’à 120 cm en culture,. Elle est généralement constituée d’un bulbe subglobulleux de 4–5 cm de diamètre, formé de 2 à 3 feuilles succulentes, d’où émerge une tige cylindrique, de 30 à 60 cm de haut, érigée, vert clair à glauque, garnie de feuilles de 7 à 15 cm de long sur 1 à 3 cm de large, glabres, luisantes, d’un vert gris bleuté ou glauque.
L’inflorescence est une grappe terminale de 10 à 30 fleurs, parfois plus. Les fleurs actinomorphes sont portées par un pédicelle incliné à environ 45-55° de l’axe, avec l’extrémité recourbée si bien que les fleurs en clochette sont pendantes, avec 6 tépales libres, allongées, de 2 à 3,5 cm de long, de pourpre foncé à violet noir, parfois brun violacé ou brun verdâtre, à rayures foncées, à nectaires bien visibles, allongés, à la base des tépales, et 6 étamines à filets dressés, un ovaire supère triloculaire.
Le fruit est une capsule triloculaire, dressée, à déhiscence loculicide, contenant des graines plates, largement ailées
La floraison a généralement lieu de mars à mai, selon le climat.

## Horticulture
La fritillaire de Perse se cultive de préférence dans un sol profond, riche en matières organiques, d'humidité moyenne et bien drainé. Elle apprécie la chaleur et la sécheresse. Les bulbes se plantent en automne, à une profondeur d’environ 15 cm
Cultivars :
- Fritillaria persica 'Purple Dynamite' fleurs d’un pourpre très brillant
- Fritillaria persica 'Adiyaman' - Fritillaire de Perse noire, à fleurs presque noires.

'Adiyaman' se développe à partir d'un gros bulbe écailleux mesurant jusqu'à 8 cm de diamètre qui redoute l'humidité hivernale. Les bourgeons émergent vigoureusement du sol en février mars, puis s'allongent rapidement pour former des hautes tiges atteignant au moment de la floraison, en avril, 90 cm de hauteur. Chaque tige est garnie jusqu'à une hauteur de 40 cm de feuilles entières et courtement lancéolées, régulièrement étagées et implantées en spirale. Elles arborent un très beau coloris gris-vert-bleuté mat. Chaque tige se termine en grappe de plus de 30 cm de haut, portant 15 à 20 grosses fleurs en clochettes retombantes. Leur couleur est un brun violacé très foncé. Les tépales semblent couverts, tout comme les feuilles, d'une légère pruine argentée. Leur parfum attire les insectes pollinisateurs. Après pollinisation se forme un fruit cylindrique et dressé qui libèrera à maturité de nombreuses graines plates. La végétation aérienne de la fritillaire de Perse disparaît en été, la plante entre en repos. A cette période de l'année, le sol devra être plutôt sec, tout comme en hiver.